# Uppsala község
Uppsala járás (svédül: Uppsala kommun) Svédország 290 járásának egyike. Uppsala megyében található, székhelye Uppsala.
A község jelenlegi formáját 2003-ban, Knivsta járás kiválásával nyerte el.

## Települések
A község települései:
| Település          | Népesség | Megjegyzés        |
| ------------------ | -------- | ----------------- |
| Almunge            | 691      |                   |
| Björklinge         | 3186     |                   |
| Bälinge            | 2166     |                   |
| Bärby              | 215      |                   |
| Gunsta             | 371      |                   |
| Gåvsta             | 398      |                   |
| Håga               | 317      |                   |
| Järlåsa            | 451      |                   |
| Knutby             | 534      |                   |
| Läby               | 230      |                   |
| Länna              | 698      |                   |
| Lövstalöt          | 982      |                   |
| Ramstalund         | 313      |                   |
| Skoby              | 76       |                   |
| Skyttorp           | 664      |                   |
| Skölsta            | 281      |                   |
| Storvreta          | 6083     |                   |
| Sävja              | 9414     |                   |
| Uppsala            | 174982   | a járás székhelye |
| Vattholma          | 1413     |                   |
| Vårdsätra          | 230      |                   |
| Vänge              | 1245     |                   |
| Ytternäs och Vreta | 405      |                   |